# Claudia Durastanti
Pour les articles homonymes, voir Durastanti.
Claudia Durastanti, née le 8 juin 1984 à New York dans l'état de New York aux États-Unis, est une romancière, une traductrice et une journaliste italienne, lauréate du prix Mondello et du prix Pozzale Luigi Russo.

## Biographie
Claudia Durastanti naît en 1984 dans l'arrondissement de Brooklyn à New York dans une famille italo-américaine. À l'âge de six ans, elle part pour l'Italie avec sa mère après la séparation de ses parents. Elle débute comme romancière en 2010 avec le roman Un giorno verrò a lanciare sassi alla tua finestra, qui est lauréat du prix Mondello de la meilleure première œuvre.
Elle travaille ensuite comme traductrice pour les maisons d'éditions italiennes Marsilio Editori et minimum fax (it) et comme journaliste, notamment pour les magazines et revues Il Venerdì, Los Angeles Review of Books (en) et la version italienne de Rolling Stone . Elle a notamment traduit de l'anglais à l'italien des œuvres de Joshua Cohen, Donna Haraway, Ariel Levy, Tiffany Watt Smith, Camilla Läckberg et Nickolas Butler. Elle signe un second roman en 2013, A Chloe, per le ragioni sbagliate, suivi par un troisième titre en 2016, Cleopatra va in prigione.
En 2019, elle signe le récit autobiographique L'étrangère (La straniera) qui évoque ces souvenirs de jeunesse, de la surdité et la séparation de ses parents à son enfance entre deux continents,,. Elle est finaliste du prix Strega, reçoit le prix Pozzale Luigi Russo pour ce quatrième roman, et a été présélectionné pour l'édition 2023 du Prix Littéraire des Jeunes Européens.

## Œuvre

### Romans
- Un giorno verrò a lanciare sassi alla tua finestra (2010)
- A Chloe, per le ragioni sbagliate (2013)
- Cleopatra va in prigione (2016)
- La straniera (2019) Publié en français sous le titre L'étrangère, traduction de Lise Chapuis, Paris, Buchet Chastel, 2021

## Prix et distinctions notables
- Prix Mondello du premier roman en 2011 avec Un giorno verrò a lanciare sassi alla tua finestra.
- Prix Pozzale Luigi Russo 2019 avec L'étrangère (La straniera).
- Finaliste du prix Strega 2019 avec L'étrangère (La straniera).